# Didier Daurat
Pour les articles homonymes, voir Dorat.
Didier Daurat, né le 2 janvier 1891 à Montreuil-sous-Bois (Seine-Saint-Denis) et mort le 2 décembre 1969  à Toulouse (Haute-Garonne), est un pionnier de l'aviation française, figure marquante de la grande aventure de l'Aéropostale, il inaugurera notamment pour le compte de la Société des lignes aériennes Latécoère la ligne postale régulière Toulouse – Rabat, le 1er septembre 1919.

## Biographie

### Première Guerre mondiale
Ancien élève de l'École d'horlogerie de Paris et de l'École supérieure des travaux publics, il est intégré à l'arrière, à Gray, puis, à sa demande, comme chasseur au 163e Régiment d'Infanterie en 1914. Il participe ensuite à la bataille de Verdun où il est blessé. Il est nommé sergent, devient sous-lieutenant, soigné à Vichy puis rejoint l'aviation en juin 1916. Breveté pilote le 16 décembre 1916, pilote de reconnaissance au sein de l'escadrille C 227 où il côtoie Beppo di Massimi, puis pilote de chasse après un passage au centre de formation de Chartres, il se distingue en repérant le canon à longue portée dit Wilhelmgeschütz (L'arme de Guillaume) ou Pariser Kanone (Canon de Paris) qui pilonne Paris. Il termine la guerre avec le grade de commandant, la Croix de Guerre, la Légion d'honneur et huit citations. Il est en congé de l'armée le 16 juillet 1919.

### Aéropostale

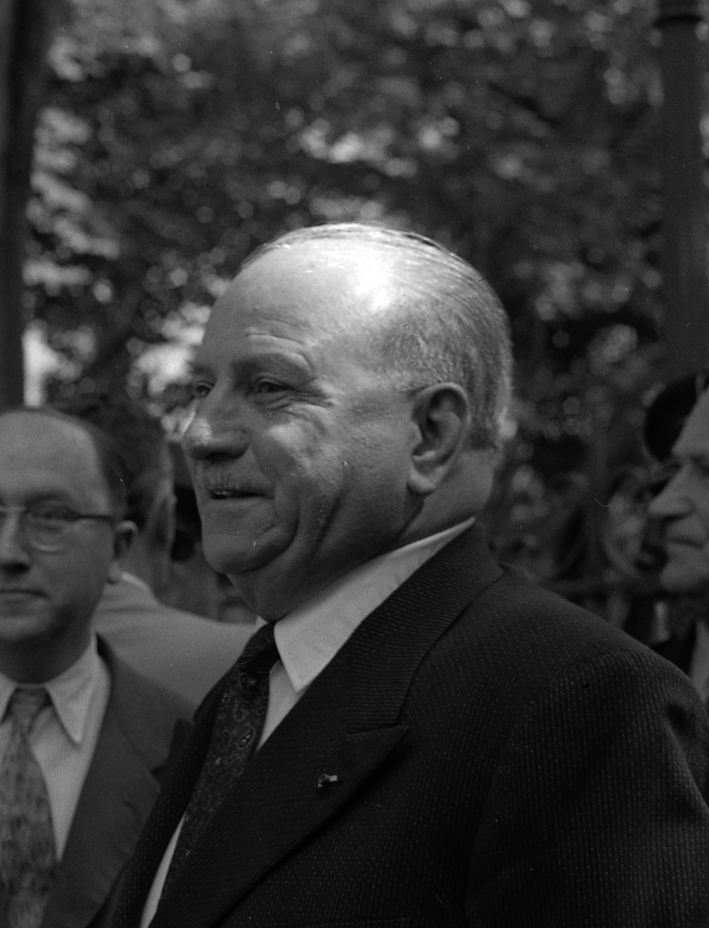
Didier Daurat en 1961

Après la guerre, il entre aux Lignes Aériennes Latécoère (qui deviendront l’Aéropostale, puis Air France) où il est d'abord pilote puis directeur d'exploitation le 1er octobre 1920.
Dès lors va commencer la légende de l'homme à la volonté de fer qui fera de Didier Daurat un chef admiré par beaucoup, craint par tous, haï par certains. Il n'hésite pas à renvoyer ceux qui montrent un seul signe de faiblesse, contestent ses méthodes ou n'adhèrent pas à « l'esprit du courrier ».
Beaucoup de pilotes commencent leur carrière par « le royal cambouis », c’est-à-dire en restant au sol pour effectuer la maintenance des avions. Selon Daurat, cela forme le caractère et obligera les pilotes à respecter la mécanique qu'ils connaissent. De fait, cette aptitude des pilotes à démonter et réparer un moteur se révèlera vitale par la suite dans le Sahara comme dans les Andes. Il sait par ailleurs remarquer les talents. C'est lui qui décidera, en 1927, d'envoyer Antoine de Saint-Exupéry, dont il a remarqué la très vive intelligence et le don pour les relations humaines, comme chef d'aéroplace sur la côte saharienne, à Cap Juby, où il saura parler et négocier avec les Maures.

Quand, en 1925, Jean Mermoz se présente et fait une éblouissante démonstration de pilotage à Toulouse, Daurat lui dit : 

« Je n'ai pas besoin d'artistes de cirque mais de conducteurs d'autobus. On vous dressera ! »

 Cependant, convaincu par son adresse de pilote, il l'engage quand même... d'abord pour nettoyer les moteurs, et lui fera toute confiance lorsque ce dernier lui conseillera, plus tard, d'embaucher Henri Guillaumet, en 1926.
Ces méthodes font leurs preuves car les lignes Latécoère puis l'Aéropostale atteindront une ponctualité et un taux de fiabilité inédits pour l'époque d'abord pour la ligne Toulouse – Saint-Louis-du-Sénégal, puis pour la ligne Toulouse – Santiago du Chili avec la traversée de l'Atlantique Sud et des Andes.
Quand l'Aéropostale est intégrée à Air France, en 1933, Daurat, qui n'a pas que des amis, est remercié. En 1935, il fonde la compagnie Air Bleu, qui transporte du courrier dans toute la France, de jour comme de nuit. Là aussi les résultats sont remarquables ; l'entreprise est militarisée à la déclaration de guerre en 1939.
Pendant la guerre, avec le souci de maintenir un service aérien postal, il œuvre au sein du Service Civil de Liaisons Aériennes Métropolitaines, qui fonctionnera en zone libre jusqu'en novembre 1942, date de l'invasion de cette zone par les Allemands.
À la Libération, il relance la Postale de nuit puis devient chef du centre d'exploitation d'Air France à Orly jusqu'à sa retraite en 1953.

Didier Daurat est « l'âme » de l'Aéropostale, celle-ci utilisera des Douglas DC-3, puis des Fokker F27 pendant très longtemps.

La fiabilité de ces pilotes est telle, l'acheminement du courrier un tel sacerdoce, et par tous les temps, que sur 7 200 vols de nuit, seulement un a été détourné à cause d'intempéries.
Il meurt à Toulouse en 1969 ; son épouse, en 1970. Privilège exceptionnel : Didier Daurat est enterré, à sa demande, sur l'aérodrome de Toulouse-Montaudran, ancienne base de l'Aéropostale. En raison de la construction d'une ZAC sur l'aérodrome fermé fin 2003, la tombe est détruite en février 2007 et son corps déplacé dans le caveau familial au cimetière Saint-Pierre de Marseille (carré 19 Ouest - no 17).

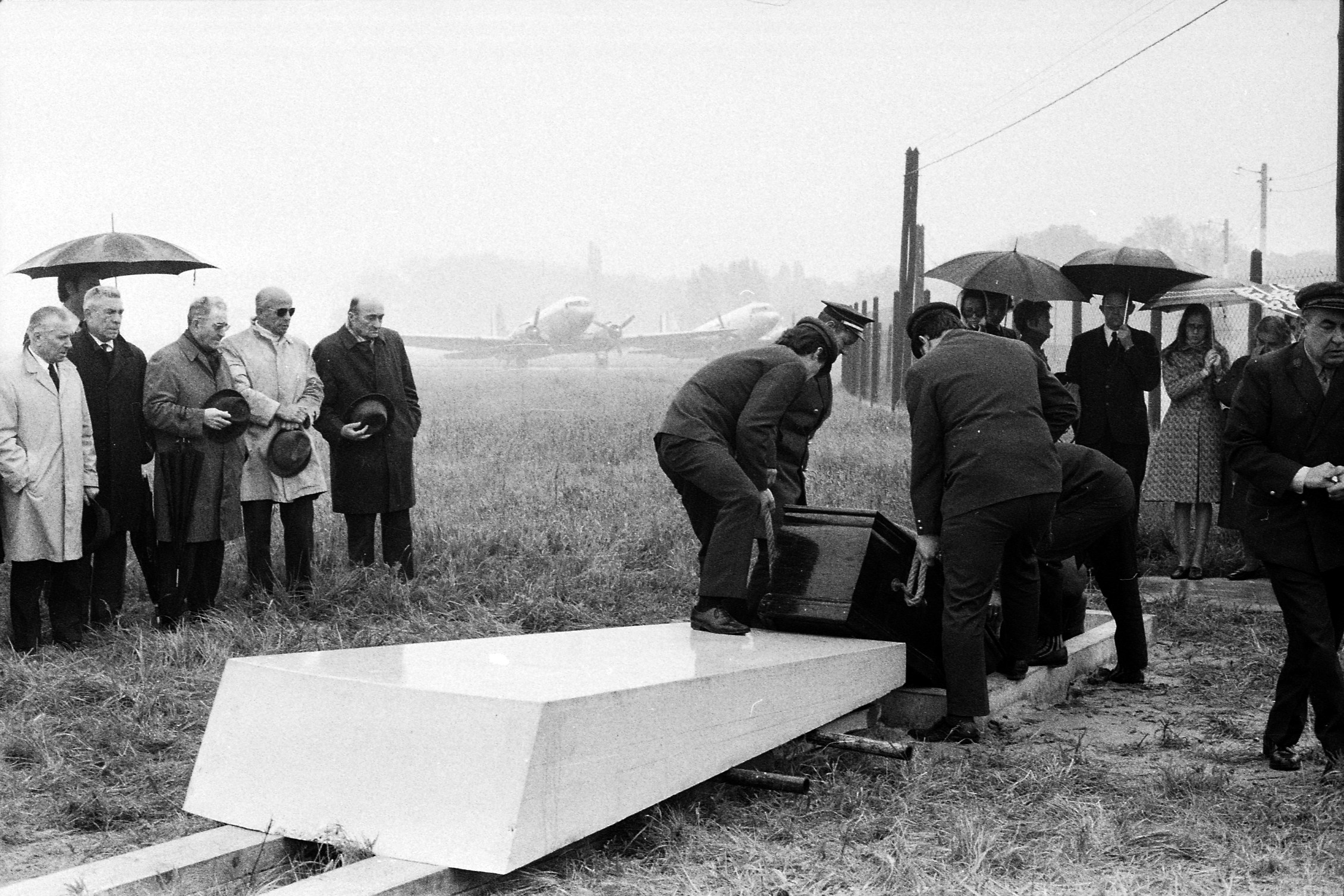
Transfert du corps de Didier Daurat en bordure de la piste de Montaudran le 21 avril 1972

## Distinctions
- Chevalier de la Légion d'Honneur
- Croix de guerre 1914-1918 avec 8 citations
- Commandeur de l'ordre du Mérite postal (1953)[10]

## Dans la culture populaire

### Littérature
Antoine de Saint-Exupéry  s'est inspiré de Didier Daurat pour le personnage principal de son roman Vol de nuit (1931), personnage rebaptisé « Rivière » dans le roman.
Didier Daurat apparaît aussi fréquemment dans le livre biographique, Mermoz, écrit par Joseph Kessel.

### Cinéma
Dans le film d'Henri Decoin Au Grand Balcon, tourné en grande partie à Toulouse et sorti en 1949, c'est l'acteur Pierre Fresnay qui incarne Carbot, alias Didier Daurat.

### Télévision
Dans la mini-série, L'Aéropostale, courrier du ciel, réalisé par Gilles Grangier, et diffusée sur FR3 du 13 décembre 1980 au 3 janvier 1981, son personnage est interprété par Bernard Fresson.